# European Youth League 2020
European Youth League Championship 2020 měl být 12. ročník evropské soutěže tříčlenných družstev ve sportovní střelbě ze vzduchových zbraní do 18 let.
Západní kvalifikační kolo se mělo konat v termínu 1. až 3. května 2020 v italském Miláně, přičemž český pistolový tým měl jistou účast vzhledem k účasti na finále minulý ročník. Finále bylo naplánováno na 1. až 4. října 2020 v srbském Bělehradě.
18. března 2020 bylo rozhodnuto ředitelkou závodu Ghislaine Briez o zrušení tohoto ročníku (a to jak kvalifikačních, tak finálového kola) kvůli probíhající epidemii koronaviru.